# Janez Lenarčič
Janez Lenarčič, slovenski pravnik in politik, * 6. november 1967, Ljubljana. 
Med 24. januarjem 2002 in 20. avgustom 2003 ter med 1. majem 2006 in 30. junijem 2008 je bil državni sekretar Republike Slovenije v Službi Vlade Republike Slovenije za evropske zadeve. Za državnega sekretarja ga je imenovala tudi 12. vlada Republike Slovenije pod vodstvom Mira Cerarja. Med letoma 2019 in 2024 je bil evropski komisar za krizno upravljanje.

## Diplomacija in politika
Lenarčič je v slovensko diplomacijo vstopil leta 1992. Njegova prva zaposlitev je bila v letih 1994-1999 na Stalnem predstavništvu Slovenije pri Združenih narodih v New Yorku. Od leta 2000 do 2001 je bil svetovalec zunanjega ministra in predsednika vlade Janeza Drnovška. Od leta 2002 do 2003 je bil državni sekretar v kabinetu predsednika vlade.
Lenarčič je bil med letoma 2003 in 2006 veleposlanik Slovenije pri Organizaciji za varnost in sodelovanje v Evropi (OVSE) na Dunaju, leta 2005 pa je v času slovenskega predsedovanja predsedoval Stalnemu svetu OVSE.
Od leta 2006 do 2008 je bil Lenarčič državni sekretar za evropske zadeve, med drugim je leta 2007 zastopal Slovenijo med pogajanji o Lizbonski pogodbi, leto kasneje še slovensko predsedstvo Svetu EU v Evropskem parlamentu. Kasneje se je nato preselil v Varšavo kot direktor Urada OVSE za demokratične institucije in človekove pravice (ODIHR), kjer je ostal do leta 2014, ko je bil imenovan za državnega sekretarja v kabinetu predsednika slovenske vlade Mira Cerarja. Leta 2016 se je preselil v Bruselj kot stalni predstavnik Slovenije pri EU.

### Evropski komisar
17. julija 2019 ga je premier Marjan Šarec predlagal za evropskega komisarja. S tem se je želel, kot je dejal, izogniti strankarskim preigravanjem znotraj vladne koalicije, zato je Lenarčiča predlagal kot nevtralnega kandidata. 10. septembra istega leta je predsednica komisije Ursula von der Leyen sporočila, da bo Lenarčič vodil resor za krizno upravljanje, ki ga je v Junckerjevem mandatu vodil Ciprčan Christos Stylianides. Pred pristojnim odborom Evropskega parlamenta je bil zaslišan 3. oktobra 2019. Dobil je podporo vseh evropskih skupin z izjemo skrajne desnice. Položaj je prevzel 1. decembra 2019.
V začetku marca 2020 je Ursula von der Leyen Lenarčiča imenovala za člana posebne delovne skupine Komisije za usklajevanje odziva Evropske unije na pandemijo COVID-19.